# Farní sbor Českobratrské církve evangelické v Klášteře nad Dědinou
sbor českobratrské církve evangelické, seniorátu královéhradeckého.

## Historie sboru

### Po Tolerančním patentu
Klášter nad Dědinou se stal po Tolerančním patentu císaře Josefa II. centrem evangelíků na panství opočenském (zhruba od Třebechovic pod Orebem až po Dobrušku). Některé dnešní sbory krélovéhradeckého seniorátu byly původně jeho filiálními sbory či kazatelskými stanicemi: Hronov s jeho bývalými kazatelskými stanicemi, Třebechovice a částečně i Černilov. V toleranční době se zdejší evangelíci přihlásili 22. 6. 1782 k víře »Jednoty bratrské české«, což jim však Toleranční patent neumožňoval. Museli si proto dodatečně podat žádost o uznání Helvetského vyznání (H. V.). Současně se svolením jim bylo doporučeno několik míst na panství s konsignací, kam se mají z kterých obcí evangelíci scházet, než si postaví společnou modlitebnu. Již tehdy byl Klášter jedním z center, jmenovitě statek Jana Vávry, č. p. 1. Zde také 27. 9. 1782 svůj farní sbor založili.

### VznikČCE
Mnohé porady, týkající se sjednocení obou církví (H. V. a A. V.) v roce 1918, se konaly i na klášterské faře, kde se scházeli tehdy mladí církevní pracovnici Hromádka, Pokorný, Kalenda aj.

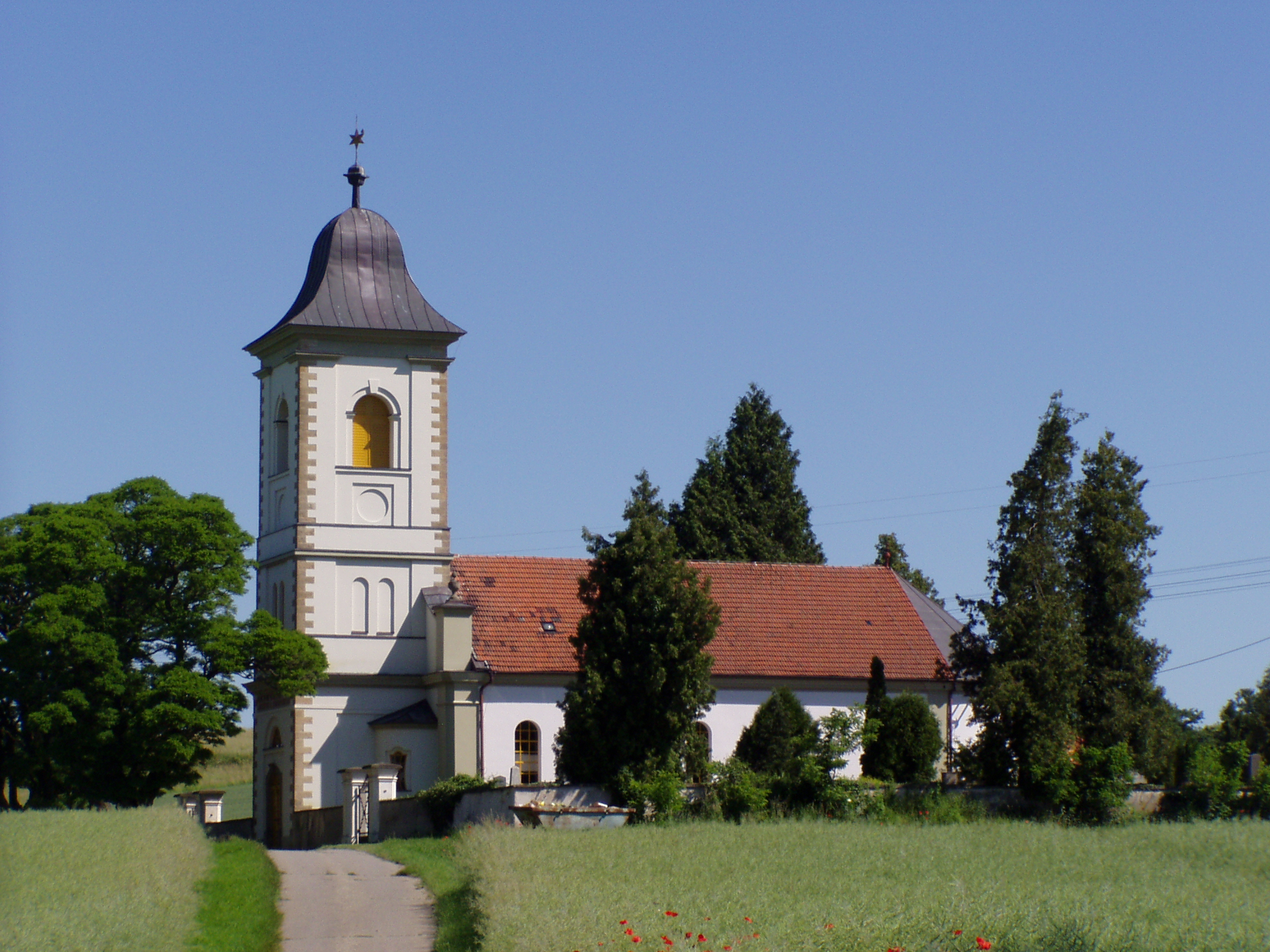
Toleranční kostel ČCE s hřbitovem, dnes užívaný jen v létě

Po r. 1918 čekaly na sbor nemalé úkoly. Sbor se musel starat o opravy 2 kostelů, 2 far s hospodářskými budovami, o 2 budovy bývalých církevních škol a o 5 hřbitovů. Proto si povolal jako vikáře místního rodáka Bohumíra Opočenského, který se stal po odchodu svého otce Oskara Opočenského na odpočinek farářem sboru (od roku 1928). Faráři pomáhala v práci jeho žena Růžena Opočenská, absolventka Husovy fakulty a první žena, ordinovaná v ČCE jako farářka. V březnu 1938 oslavil sbor 90. narozeniny svého bývalého faráře Oskara Opočenského, který nedlouho poté 28. srpna po krátké nemoci zemřel.

### Bohumír Opočenský aObrana národa
Během okupace vstoupili někteří členové sboru spolu s farářem Bohumírem Opočenským do ilegální odbojové organizace Obrana národa. Po prozrazeni se mnozí dostali do vězení. Farář Opočenský byl vězněn v koncentračním táboře v Dachau. Tehdy byl sbor administrován z Třebechovic a veškerou práci (až na křty, oddavky a pohřby) vykonávala svědomitě sestra farářka. Po osvobození se opět ujal práce ve sboru bratr Opočenský.

### Poválečný vývoj
Rozsah sboru se zatím zmenšil, jednak odfařením Rychnova (připojen k nově vzniklému sboru v Kostelci nad Orlicí) a odstěhováním mnoha rodin do pohraničí.
V Dobrušce se podařilo horlivostí místních bratří ze zakoupené zničené židovské synagogy zřídit modlitebnu. Práce byla dokončena v roce 1954. 31. srpna 1957 rezignoval místní farář na své místo. Novým farářem sboru byl zvolen v roku 1958 Jan Šimsa.
Roku 1963 nastoupil do klášterského sboru farář Jiří Kabíček, který zde působil do roku 1978. Od té doby administroval sbor senior Miroslav Brož, farář v Třebechovicích, až do 1. 11. 1980, kdy starost o sbor převzala vikářka Jarmila Strádalová z broumovského sboru. V únoru 1983 byl zvolen vikářem Jaroslav Kučera z Hronova, který poslední rok studia teologické Fakulty dokončoval dálkově.
Farář Jaroslav Kučera odešel v červenci 1991 do sboru v Chocni (od roku 2002 v Semonicích) a toho roku na podzim byl sbor obsazen vikářem Michalem Plzákem. Pod jeho vedením vznikly štědrovečerní noční bohoslužby, které zajišťovala mládež. Farář Michal Plzák opustil sbor po Velikonocích 1997. Sbor byl administrován farářem Jiřím Weinfurterem ze Semonic. Od 1. 9. 1998 byl farářem Ruben Kužel, který zde rok před tím působil jako vikář. Od roku 2010 do roku 2016 byl farářem Jonatan Hudec, pak do roku 2016 Emílie Ouzká, která odešla na mateřskou . Po dlouhé administraci Filipem Čapkem, přišel v roce 2018 čerstvě vystudovaný farář Jan Lavický.

### Kazatelské stanice

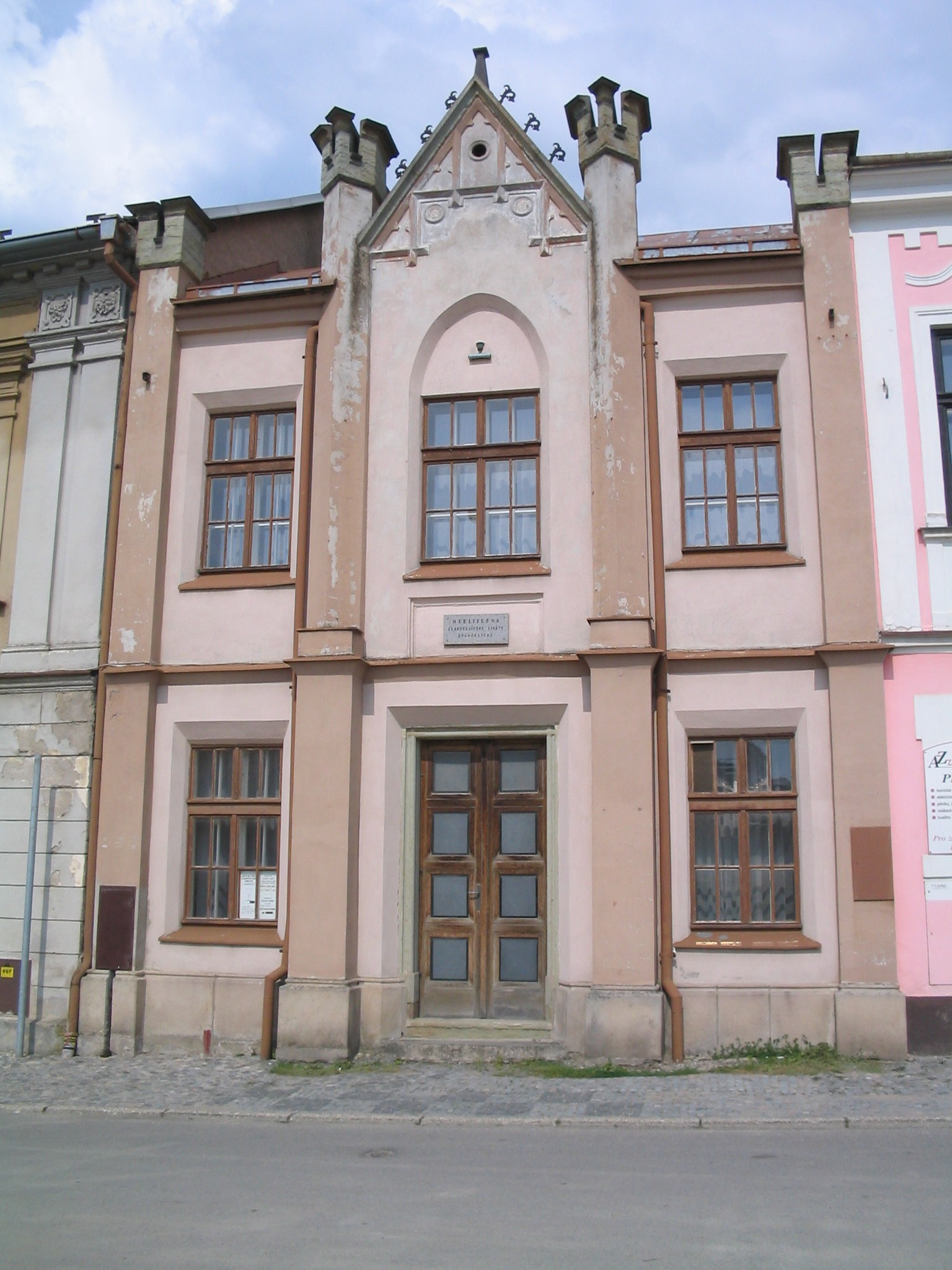
Bývalá synagoga v Dobrušce, kde byla kazatelská stanice.

Kazatelské stanice: Bolehošť (od 1902- zrušeno), Dobruška (od 1900-zrušeno), Králova Lhota (od 1980 - zrušeno) a Mokré (zrušeno). Dříve i Křivice (od 1890), Opočno (od 1951, přefařené 1955 k Bohuslavicím, po zániku Bohuslavického sboru 2007 vráceno Klášteru), Ostašovice (zrušeno), Trnov (od 1875 do 1995), Třebechovice pod Orebem (od 1871 samostatný farní sbor), Běleč nad Orlicí (od 1876 filiální sbor, přefařený ke sboru v Třebechovicích).

### Kurátorky a kurátoři
- Vladimír Černý z Morkého
- Ing. Miroslav Žďárek z Dobrušky
- Alena Špačková z Kláštera
- Vladimír Kop z Bolehošlě
- Drahomíra Havlíčková
- Daniel Havlíček